# قرار مجلس الأمن التابع للأمم المتحدة رقم 896
قرار مجلس الأمن التابع للأمم المتحدة رقم 896، المتخذ بالإجماع في 31 كانون الثاني / يناير 1994، بعد إعادة التأكيد على القرارات 849 (1993)، 854 (1993)، 858 (1993)، 876 (1993)، 881 (1993) و892 (1993) بشأن الحرب الأبخازية والقرار 868 (1993) بشأن سلامة قوات حفظ السلام التابعة للأمم المتحدة، نظر المجلس في إمكانية إنشاء قوة حفظ سلام في أبخازيا وجورجيا، وناقش عملية السلام.
ورحب مجلس الأمن بالتوقيع على بيان للجولة الثانية من المفاوضات في جنيف، تم فيه التأكيد على مذكرة التفاهم وأهمية التزام الطرفين بالتزاماتهما. كما يؤيد الطرفان وجود قوة لحفظ السلام تابعة للأمم المتحدة أو قوات أخرى في المنطقة، بشرط الحصول على إذن من الأمم المتحدة. وأحاط المجلس علما بالمحادثات التي ستجرى في موسكو في 8 شباط / فبراير 1994، وعزم الأمين العام بطرس بطرس غالي وممثله الخاص على عقد جولة جديدة من المفاوضات في 22 شباط / فبراير 1994. وتم الاعتراف بخطورة الحالة في جورجيا، حيث كان يوجد ما يقرب من 300 ألف مشرد من أبخازيا.
تم استدعاء الأطراف في أقرب وقت ممكن لاستئناف المفاوضات وإبداء استعدادهم لإيجاد حل يحترم فيه سيادة جورجيا وسلامتها الإقليمية. وفي الوقت نفسه، تم التأكيد على أنه يجب إحراز تقدم بشأن الوضع السياسي لأبخازيا. ومدد ولاية بعثة مراقبي الأمم المتحدة في جورجيا حتى 7 آذار / مارس 1994 بهدف زيادة قوامها إذا لزم الأمر.
وأشير إلى خيارين اقترحهما الأمين العام بشأن إنشاء بعثة لحفظ السلام في أبخازيا، جورجيا، وطُلب إليه أيضاً أن يقدم تقريرا ًعن التقدم المحرز في الجولة الثالثة من المفاوضات وعن أي ظروف تكون في ظلها ضرورية لهذه القوة. سيعتمد هذا على التقدم المحرز في المحادثات.
واعترف القرار بأن لجميع اللاجئين والمشردين الحق في العودة وعلى جميع الأطراف الوفاء بالتزاماتها في هذا الصدد والاتفاق على جدول زمني. تمت إدانة جميع محاولات تغيير التركيبة الديمغرافية لأبخازيا من خلال إعادة إسكانها من قبل أشخاص لم يسبق لهم الإقامة فيها. وأخيراً، تم حث جميع الأطراف على احترام وقف إطلاق النار وضمان سلامة موظفي الأمم المتحدة، وحث الدول الأعضاء على التبرع لجورجيا لمساعدتها في التغلب على عواقب الصراع.

## روابط خارجية
- نص القرار في undocs.org